# Gilberto Goes
Gilberto Góes (né le 14 mai 1980) est un coureur cycliste brésilien.

## Palmarès et résultats

### Palmarès par année
- 2007
  - 2e du championnat du Brésil de VTT cross-country
- 2008
  - 9e étape du Tour de l'État de Sao Paulo
- 2015
  - 4e étape du Tour do Contestado
  - 2e du Tour do Contestado
- 2016
  - 2e et 4e étapes du Tour de Santa Catarina
  - 2e du Tour de Santa Catarina

### Classements mondiaux
| Année            | 2008 | 2009 | 2010 | 2011 | 2012 | 2013 | 2014 |
| ---------------- | ---- | ---- | ---- | ---- | ---- | ---- | ---- |
| UCI America Tour | 254e | 310e |      |      |      |      | 447e |